# Circondario di Faenza
Il circondario di Faenza era uno dei circondari in cui era suddivisa la provincia di Ravenna.

## Storia
Il circondario di Faenza, parte della provincia di Ravenna, venne istituito nel 1859, in seguito ad un decreto dittatoriale di Luigi Carlo Farini che ridisegnava la suddivisione amministrativa dell'Emilia in previsione dell'annessione al Regno di Sardegna.
Nel 1884 cedette i comuni di Castel del Rio, Fontanelice e Tossignano al circondario di Imola della provincia di Bologna.
Il circondario venne soppresso nel 1926 e il territorio assegnato al circondario di Ravenna.

## Geografia antropica

### Suddivisioni amministrative
Nel 1863, la composizione del circondario era la seguente:
- mandamento I di Faenza
- mandamento II di Brisighella
- mandamento III di Castel Bolognese:
  - Castel Bolognese; Bagnara; Riolo Bagni; Solarolo
- mandamento IV di Casola Valsenio:
  - Casola Valsenio; Castel del Rio; Fontana; Tossignano